# Autoimmun encefalit
Autoimmun encefalit är ett samlingsnamn för en grupp av tillstånd kännetecknade av inflammation i hjärnan (encefalit), orsakat av att kroppens eget immunförsvar felaktigt angriper hjärnvävnaden. Antikroppar (en del av immunförsvaret) riktade mot olika strukturer i nervsystemet har identifierats hos patienter med autoimmun encefalit. Dessa antikroppar kan detekteras i prov av blod eller ryggmärgsvätska och brukar kallas för neuronala antikroppar.

## Klassificering
Autoimmun encefalit brukar delas in i två huvudsakliga grupper baserat på typen av antikroppar som påvisas:
- Autoimmun encefalit associerat med antikroppar mot intracellulära antigen:

Antikroppar riktade mot strukturer (antigen) som finns inne i celler, till exempel proteiner som binder RNA, kan påvisas i blod och/eller ryggmärgsvätska hos dessa patienter. Dessa antikroppar har stark koppling till olika cancersjukdomar och kallas därför ofta även för paraneoplastiska antikroppar. Exempel på dessa antikroppar är anti-Hu-antikroppar (ofta associerat med småcellig lungcancer) och anti- Ma2-antikroppar (ofta associerat med testikelcancer).
- Autoimmun encefalit associerat med antikroppar mot extracellulära antigen:

Antikroppar riktade mot strukturer (antigen) som finns på cellers yta, till exempel olika receptorer eller jonkanaler, kan påvisas i blod och/eller ryggmärgsvätska hos dessa patienter. Dessa antikroppar är i mycket mindre utsträckning kopplat till en samtidig cancersjukdom, även om det kan förekomma. Exempel på dessa antikroppar är anti-NMDA-receptorantikroppar, anti-LGI1-antikroppar, anti-CASPR2-antikroppar och anti-GABA-B-antikroppar.

## Symptom
Symptomen vid autoimmun encefalit uppkommer ofta gradvis under loppet av några veckor till ett par månader. Vanliga symptom är beteendeförändring, personlighetsförändring, vanföreställningar, minnessvårigheter, ofrivilliga rörelser och epileptiska anfall. I allvarliga fall kan sjukdomen leda till sänkt medvetandegrad, koma och i värsta fall döden.

## Diagnos
Diagnosen kan många gånger vara svår att ställa då symptomen kan likna dem vid andra infektiösa, psykiatriska eller neurologiska sjukdomstillstånd.
Magnetkameraundersökning av hjärnan kan i vissa fall visa inflammatoriska förändringar i hjärnvävnaden. EEG (undersökning av hjärnans elektriska aktivitet) kan visa långsam aktivitet och tecken till epileptisk aktivitet. Analys av ryggmärgsvätskan kan visa tecken till inflammation i centrala nervsystemet men förhöjda nivåer av vita blodkroppar , förhöjda nivåer av protein och tecken till antikroppsproduktion. Då det kan vara svårt att skilja autoimmun encefalit från encefalit orsakat av virus utförs oftast så kallad PCR-analys av ryggmärgsvätskan för att utesluta olika virusinfektioner (till exempel herpes simplex virus typ 1).
Då autoimmun encefalit kan vara orsakat av eller associerat med olika tumörsjukdomar utförs också oftast undersökningar för att upptäcka en eventuell tumörsjukdom. Detta kan bestå av till exempel datortomografiundersökning av bröstkorg och buk, eller en så kallad PET-CT- undersökning av hela kroppen.
För att helt säkert ställa diagnosen vill man påvisa någon av de så kallade neuronala antikroppar i blod och/eller ryggmärgsvätska.
För att diagnos och behandling inte ska fördröjas i väntan på provsvar finns diagnoskriterier föreslagna.

## Behandling
Autoimmun encefalit associerat med antikroppar mot intracellulära antigen är starkt kopplat till en samtidig cancersjukdom, och utredning för att påvisa denna cancersjukdom är av största vikt då behandlingen är helt beroende av detta. Behandlingen inriktas huvudsakligen på behandling av själva cancersjukdomen och läkemedel som hämmar kroppens immunförsvar har sällan god effekt.
Autoimmun encefalit orsakat av antikroppar mot extracellulära antigen behandlas i första hand med läkemedel som dämpar kroppens immunförsvar. Det kan till exempel röra sig om behandling med höga doser av kortison (dämpar inflammation), immunoglobuliner (neutraliserar de neuronala antikropparna), plasmaferes (avlägsnar de neuronala antikropparna), eller behandling med monoklonala antikroppar så som rituximab. Det är visat att ju tidigare behandlingen påbörjas desto bättre är prognosen. Om en underliggande cancersjukdom påvisas är det viktigt att även behandla den på adekvat sätt.
Symptomlindrande behandling i form av läkemedel som förebygger epileptiska anfall eller dämpar psykotiska symptom kan behövas.